# Dorling Kindersley
Dorling Kindersley (DK) és una companyia internacional de publicacions especialitzada en llibres de referència per a adults i nens, escrits en 63 idiomes. Des del 1974 Dorling Kindersley va publicant una extensa llista de títols per a adults i nens. Amb el pas del temps, la seva línia de llibres s'ha tornat en una elecció popular a les llibreries, escoles i llars.
DK va ser fundada com una companyia empaquetadora de llibres per Christopher Dorling i Peter Kindersley a Londres l'any 1974, i el 1982 va emprendre un trajecte diferent iniciant-se en la publicació. El primer llibre que es va publica sota el segell DK fou First Aid Manual (de l'anglès, Manual de Primers Auxilis) per als serveis mèdics voluntaris britànics; amb aquest llibre la companyia es va consolidar en un estil visual amb texts il·lustrats en color i fons blanc. L'any 1999 DK va imprimir 18 milions de llibres de Star Wars però només en va vendre la meitat, deixant la companyia amb un deute paralitzant. Com a resultat directe, DK va ser represa l'any següent per la companyia Pearson PLC.